# An Bjonggun
An Bjonggun (hangul: 안병근, handzsa: 安柄根, RR: An Byeong-geun; 1962. február 23. –) dél-koreai olimpiai és világbajnok cselgáncsozó. Az 1984. évi nyári olimpiai játékokon könnyűsúlyban aranyérmet szerzett. Az 1985-ös világbajnokságon és az 1986-os Ázsia-játékokon szintén aranyérmes volt. Részt vett az 1992. évi nyári olimpiai játékokon is, edzőként.

## Olimpiai szereplése
| Versenyző                    | Versenyszám | Csoport | Selejtező         | 32-es főtábla           | Nyolcaddöntő           | Negyeddöntő                  | Elődöntő                 | Vigaszág nyolcaddöntő | Vigaszág negyeddöntő | Vigaszág elődöntő | Bronz- mérkőzés   | Döntő                 | Helyezés |
| Versenyző                    | Versenyszám | Csoport | Ellenfél Eredmény | Ellenfél Eredmény       | Ellenfél Eredmény      | Ellenfél Eredmény            | Ellenfél Eredmény        | Ellenfél Eredmény     | Ellenfél Eredmény    | Ellenfél Eredmény | Ellenfél Eredmény | Ellenfél Eredmény     | Helyezés |
| ---------------------------- | ----------- | ------- | ----------------- | ----------------------- | ---------------------- | ---------------------------- | ------------------------ | --------------------- | -------------------- | ----------------- | ----------------- | --------------------- | -------- |
| An Bjonggun (An Byeong-Geun) | Könnyűsúly  | B       |                   | Kieran Foley (IRL) · GY | Juan Vargas (ESA) · GY | Nakanisi Hidetosi (JPN) · GY | Kerrith Brown (GBR) · GY |                       |                      |                   |                   | Ezio Gamba (ITA) · GY |          |